# Gertrude Wilkinson
Gertrude Jessie Heward Wilkinson, de sobrenom Jessie Howard (1851 - Londres,  19 de setembre del 1929), fou una suffragette britànica que, com a membre de la Unió Social i Política de les Dones (WSPU, de l'anglès Women's Social and Political Union), fou empresonada a Winson, on es va declarar en vaga de fam i l'alimentaren per força, i és per això que fou guardonada amb la Medalla de vaga de fam de la WSPU. El 1913 era secretària de Literatura per a la Women's Freedom League (WFL).

## Biografia
Gertrude Jessie Heward Bell nasqué a Ickenham (Middlesex), el 1851, filla de Jessie i Benjamin Bell. Als divuit anys es casà amb l'advocat William John Wilkinson (1844). Van tenir set fills.

## Militància

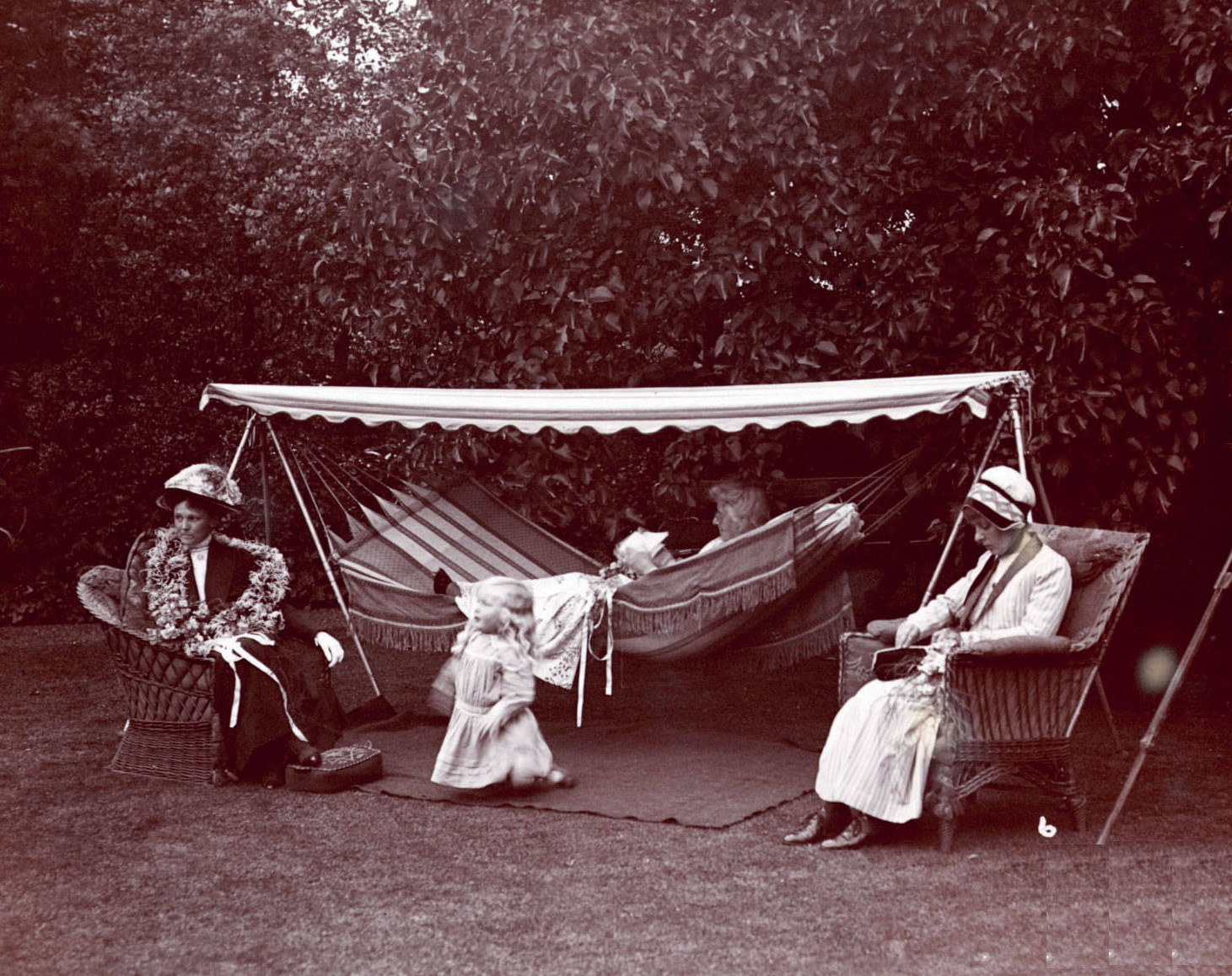
Suffragettes en vaga de fam al jardí de Dorset Hall cap al 1912. D'esquerra a dreta: Edith Marian Begbie, Paul de tres anys, fill de Rose Emma Lamartine Yates, Gertrude Wilkinson i Florence Macfarlane

Durant la seua lluita pel sufragi, a vegades usava l'àlies Jessie Howard. El 1909 la fotografiaren fent campanya a Whitstable amb Rose Emma Lamartine Yates i Barry. Yates tenia una casa de vacances a prop de Seasalter i Gertrude Wilkinson s'hi quedà a prop. Totes dues, de vacances, continuaven fent campanya pel sufragi. El 1912 l'empresonaren; començà una vaga de fam i l'alimentaren per força. És per això que rebé la Medalla de vaga de fam de la WSPU. Per a mantenir la moral a la presó, algunes, com Emmeline Pethick-Lawrence contaven històries; Emmeline Pankhurst recordava els primers dies de la WSPU. El 10 de juny del 1912, les tres àvies empresonades, Gertrude Wilkinson, Janet Boyd i Mary Ann Aldham, van cantar juntes. Una altra vegada algunes de les preses interpretaren una escena d'El marxant de Venècia de Shakespeare, amb Eveline Hilda Burkitt com a Shylock i el paper de Narissa per Doreen Allen. Membre de la branca de Sheffield de la WSPU, el 1913 era secretària de Literatura de la Women's Freedom League (WFL).
En la fotografia de suffragettes que es mostra amunt, Edith Marian Begbie és a l'esquerra amb Wilkinson al centre i Florence Macfarlane a la dreta. El xiquet agenollat és Paul Lamartine Yates, de tres anys, fill de Rose Emma Lamartine Yates, secretària i tresorera de la sucursal de Wimbledon de la WSPU i en casa de la qual, Dorset Hall a Merton Park, es feu la fotografia al voltant del 1912.
Gertrude Wilkinson vivia a Camden Town. Va morir al setembre del 1929 a Euston.